# Viszolaj
Viszolaj (szlovákul Visolaje) község Szlovákiában, a Trencséni kerületben, a Puhói járásban.

## Fekvése
Puhótól 8 km-re délkeletre fekszik.

## Története
A mai község területén a nagymorva korszakból származó halomsírok találhatók.
A települést 1327-ben „Wizolay” néven említik először. 1332-ben „Wissola” alakban fordul elő, már ekkor említi templomát a pápai tizedjegyzék. 1369-ben „Wyzzalay”, 1598-ban „Wyssolay” néven említik. A Viszolajszky, Szlopnyanszky és Szúnyogh családok birtoka volt, később a budatíni váruradalom része. 1598-ban 35 háza állt. 1720-ban 29 adózója volt, közülük 21 zsellér. A 18. században Csáky gróf kastélyt épített itt. 1784-ben 99 házában 108 családban 595 lakos élt. 1796-ban sörfőzde, szeszfőzde és papírmalom működött a településen.
A 18. század végén Vályi András így ír róla: „VISZOLAJ. Tót falu Trentsén Várm. földes Ura Szúnyog Uraság, lakosai katolikusok, fekszik Belushoz nem meszsze; földgye jó.”
1828-ban 92 háza és 829 lakosa volt. Lakói mezőgazdasággal, seprűkötéssel foglalkoztak. Házai a 19. századig kizárólag fából épültek, később vályogból építkeztek.
Fényes Elek 1851-ben kiadott geográfiai szótárában így ír a faluról: „Viszolaj, Trencsén m. tót falu, Bellushoz 1/2 óra: 771 katholik. lak. Kath. paroch. templom; kastély; több urasági épületek; sör és pálinka ház; tehenészet; papiros malom. F. u. gr. Csáky Istvánnő. Ut. p. Trencsén.”
A 20. század elején sokan vándoroltak ki a tengerentúlra. A trianoni békéig Trencsén vármegye Illavai járásához tartozott.
A háború után sokan foglalkoztak gyümölcstermesztéssel, kosárfonással is. Lakói közül többen dolgoztak Magyarország, Csehország, Ausztria és Németország területén. Az első tégla és kőházak 1935-ben épültek a községben. 1938-ban a lakosság 80%-a mezőgazdaságból, 20 %-a külföldi munkákból élt. 1945-ben a Csáky birtokokat államosították és felosztották. 1947-ben a faluban az egykori pálinkafőzde helyén bőrgyárat alapítottak. Lakói a mezőgazdaság mellett méhészettel is foglalkoztak.

## Népessége
| Év:            | 1994. | 2004.   | 2014.   | 2024.   |
| -------------- | ----- | ------- | ------- | ------- |
| Emberek száma: | 908   | 947     | 911     | 960     |
| Eltérés:       |       | +4,29 % | -3,80 % | +5,37 % |

| Év:            | 2023. | 2024.   |
| -------------- | ----- | ------- |
| Emberek száma: | 981   | 960     |
| Eltérés:       |       | -2,14 % |

1910-ben 741, túlnyomórészt szlovák lakosa volt.
2001-ben 951 szlovák lakosa volt.
2011-ben 902 lakosából 880 szlovák volt.

## Nevezetességei
- Szent Gál tiszteletére szentelt római katolikus temploma 14. századi középkori eredetű, 1786-ban barokk stílusban építették át.
- Kastélya eredetileg reneszánsz stílusú volt, a 16. század második felében épült, később barokkizálták. 1981-ben sérült állapota miatt lebontották.
- A plébánia épülete szintén 14. századi eredetű volt, 1788-ban barokk stílusban építették át. 1988-ban lebontották és újat építettek helyette.
- Az útmenti vendéglő épülete 18. századi, állítólag Mária Terézia is éjszakázott benne.
- Nepomuki Szent János szobrát Csáky gróf emeltette 1880-ban. A falu alsó végén az új híd mellett áll.
- Hétfájdalmú Szűzanya tiszteletére szentelt kápolnája 1949-ben épült.
- Malmát még Csáky gróf építtette, építési ideje nem ismert. 1940-ben két helyi lakos: Štefan Krško és Jozef Vačko vásárolta meg. Az őrlésen kívül elektromos áram termelésére is használták.

## Külső hivatkozások
- Hivatalos oldal
- E-obce.sk Archiválva 2009. október 27-i dátummal a Wayback Machine-ben
- Községinfó
- Viszolaj Szlovákia térképén